# Alice Pirard
Alice Pirard (8 februari 1988) is een Belgisch mountainbiker. 

## Levensloop
Pirard werd in 2013 lid van Team Merida Wallonie MTB. In totaal werd ze achtmaal Belgisch MTB marathon-kampioene.

## Overwinningen
2016
- BK MTB Maraton
- 1e, 3e, 4e, 5e etappe Crocodile Trophy
- Eindklassement Crococile Trophy

2015
- 6e etappe Andalucia Bike Race
- Roc d' Ardenne
- BK MTB Maraton

2014
- Roc Laissagais
- BK MTB Maraton
- 4e etappe Cape Pioneer trek
- Eindklassement Cape Pioneer trek

2013
- BK MTB Maraton
- Mogan Gran Canaria

2012
- 5e etappe Crocodile Trophy